# Luxemburgs voetbalelftal in 1997
Het Luxemburgs voetbalelftal speelde in totaal vijf interlands in het jaar 1997, een voor een wedstrijden in de kwalificatiereeks voor de WK-eindronde 1998 in Frankrijk. De nationale selectie stond voor het twaalfde jaar op rij onder leiding van bondscoach Paul Philipp. Op de in 1993 geïntroduceerde FIFA-wereldranglijst zakte Luxemburg in 1997 van de 123ste (januari 1997) naar de 138ste plaats (december 1997).

## Balans
| Wedstrijden | Wedstrijden | Wedstrijden | Wedstrijden | Doelpunten | Doelpunten | Doelpunten | Punten |
| Gespeeld    | Winst       | Gelijk      | Verlies     | Voor       | Tegen      | Saldo      | Punten |
| ----------- | ----------- | ----------- | ----------- | ---------- | ---------- | ---------- | ------ |
| 5           | 0           | 0           | 5           | 1          | 15         | –14        | 0.000  |

## Interlands
|                                                             |           |                                                 |        |                                                                                      |
| 31 maart WK-kwalificatie № 411 «onderlinge duels» 18:00 uur | Luxemburg | 0 – 3                                           | Israël | Stade Josy Barthel, Luxemburg Toeschouwers: 6.066 Scheidsrechter: René Temmink (NED) |
| 31 maart WK-kwalificatie № 411 «onderlinge duels» 18:00 uur |           | 10' Itzhak Zohar 56' Tal Banin 78' Itzhak Zohar |        | Stade Josy Barthel, Luxemburg Toeschouwers: 6.066 Scheidsrechter: René Temmink (NED) |

|                                                   |                                                            |       |           |                                                                                 |
| 30 april WK-kwalificatie № 412 «onderlinge duels» | Rusland                                                    | 3 – 0 | Luxemburg | Dinamo Stadion, Moskou Toeschouwers: 9.200 Scheidsrechter: John Rowbotham (SCO) |
| 30 april WK-kwalificatie № 412 «onderlinge duels» | Valeri Kechinov 20' Sergei Grishin 55' Igor Simutenkov 58' |       |           | Dinamo Stadion, Moskou Toeschouwers: 9.200 Scheidsrechter: John Rowbotham (SCO) |

|                                                           |                                                                                           |       |           |                                                                                         |
| 8 juni WK-kwalificatie № 413 «onderlinge duels» 20:15 uur | Bulgarije                                                                                 | 4 – 0 | Luxemburg | Neftochimik Stadion, Boergas Toeschouwers: 19.000 Scheidsrechter: Lucílio Batista (POR) |
| 8 juni WK-kwalificatie № 413 «onderlinge duels» 20:15 uur | Hristo Stoichkov 44' (pen.) Emil Kostadinov 47' Krassimir Balakov 49' Jordan Letchkov 81' |       |           | Neftochimik Stadion, Boergas Toeschouwers: 19.000 Scheidsrechter: Lucílio Batista (POR) |

|                                                                |                 |       |                                                                   |                                                                                            |
| 7 september WK-kwalificatie № 414 «onderlinge duels» 20:15 uur | Luxemburg       | 1 – 3 | Cyprus                                                            | Stade Josy Barthel, Luxemburg Toeschouwers: 3.022 Scheidsrechter: Gylfi Thor Orrason (ISL) |
| 7 september WK-kwalificatie № 414 «onderlinge duels» 20:15 uur | Paolo Amodio 7' |       | 6' Nicodemos Papavasiliou 55' Ioannis Ioannou 79' Ioannis Ioannou | Stade Josy Barthel, Luxemburg Toeschouwers: 3.022 Scheidsrechter: Gylfi Thor Orrason (ISL) |

|                                                               |                                                  |       |           |                                                                                 |
| 11 oktober WK-kwalificatie № 415 «onderlinge duels» 20:30 uur | Cyprus                                           | 2 – 0 | Luxemburg | Tsirion Stadion, Limasol Toeschouwers: 4.000 Scheidsrechter: Bujar Pregia (ALB) |
| 11 oktober WK-kwalificatie № 415 «onderlinge duels» 20:30 uur | Nicodemos Papavasiliou 79' Milenko Spoljaric 85' |       |           | Tsirion Stadion, Limasol Toeschouwers: 4.000 Scheidsrechter: Bujar Pregia (ALB) |

## FIFA-wereldranglijst
| JAN | FEB | MAR | APR | MEI | JUN | JUL | AUG | SEP | OKT | NOV | DEC |
| --- | --- | --- | --- | --- | --- | --- | --- | --- | --- | --- | --- |
| 123 | 124 | 124 | 131 | 130 | 131 | 133 | 135 | 135 | 137 | 137 | 138 |

## Statistieken
| Paul Koch       | 1966-06-07 | CS Grevenmacher     | 5 | 0 | 0 | 28 | 0 |
| Verdediging     |            |                     |   |   |   |    |   |
| Jean Vanek      | 1969-01-19 | Avenir Beggen       | 5 | 0 | 0 | 18 | 0 |
| Marc Birsens    | 1966-09-17 | Union Luxembourg    | 4 | 0 | 0 | 41 | 0 |
| Carlo Weis      | 1958-12-04 | Avenir Beggen       | 3 | 0 | 0 | 86 | 1 |
| Jeff Strasser   | 1974-10-05 | FC Metz             | 2 | 0 | 0 | 19 | 0 |
| Nico Funck      | 1972-10-17 | CS Grevenmacher     | 1 | 0 | 0 | 1  | 0 |
| Middenveld      |            |                     |   |   |   |    |   |
| Manuel Cardoni  | 1972-09-22 | Bayer 04 Leverkusen | 5 | 0 | 1 | 24 | 2 |
| Guy Hellers     | 1964-10-10 | Standard Luik       | 4 | 0 | 0 | 55 | 2 |
| Jeff Saibene    | 1968-09-13 | FC Aarau            | 4 | 0 | 0 | 38 | 0 |
| Frank Deville   | 1970-08-12 | SV Mettlach         | 3 | 0 | 0 | 13 | 0 |
| Joël Groff      | 1968-09-11 | F91 Dudelange       | 3 | 0 | 0 | 34 | 0 |
| Luc Holtz       | 1969-06-14 | Avenir Beggen       | 2 | 1 | 0 | 23 | 1 |
| Dany Theis      | 1967-09-11 | Jeunesse Esch       | 2 | 1 | 0 | 16 | 0 |
| Patrick Posing  | 1971-09-09 | Avenir Beggen       | 1 | 3 | 0 | 7  | 0 |
| Marc Lamborelle | 1971-10-13 | Jeunesse Esch       | 1 | 1 | 0 | 6  | 0 |
| Claude Ganser   | 1967-09-07 | Jeunesse Esch       | 1 | 0 | 0 | 9  | 0 |
| Aanval          |            |                     |   |   |   |    |   |
| Robert Langers  | 1960-08-01 | Union Luxembourg    | 5 | 0 | 0 | 72 | 8 |
| Serge Thill     | 1969-01-29 | CS Grevenmacher     | 3 | 2 | 0 | 11 | 0 |
| Paolo Amodio    | 1973-05-28 | Jeunesse Esch       | 1 | 4 | 1 | 6  | 1 |

FLF · A-internationals · Bondscoaches · Statistieken · Luxemburgs vrouwenelftal · Luxemburg U21 · Luxemburg U19 · Luxemburg U18 · Luxemburg U17 · Luxemburg U16
1911 – 1919 ·
1920 – 1929 ·
1930 – 1939 ·
1940 – 1949 ·
1950 – 1959 ·
1960 – 1969 ·
1970 – 1979 ·
1980 – 1989 ·
1990 – 1999 ·
2000 – 2009 ·
2010 – 2019 ·
2020 − 2029
OS 1920 · 
OS 1924 · 
OS 1928 · 
OS 1936 · 
OS 1948 · 
OS 1952
1911 · 
1912 · 
1913 · 
1914 · 
1915 · 1916 · 1917 · 1918 · 1919 · 
1920 · 
1921 · 1922 · 1923 · 
1924 · 
1925 · 1926 · 
1927 · 
1928 · 
1929 · 1930 · 1931 · 1932 · 1933 · 
1934 · 
1935 · 
1936 · 
1937 · 
1938 · 
1939 · 
1940 · 
1941 · 1942 · 1943 · 1944 · 
1945 · 
1946 · 
1947 · 
1948 · 
1949 · 
1950 · 
1952 · 
1952 · 
1953 · 
1954 · 
1955 · 
1956 · 
1957 · 
1958 · 
1959 · 
1960 · 
1961 · 
1962 · 
1963 · 
1964 · 
1965 · 
1966 · 
1967 · 
1968 · 
1969 · 
1970 · 
1971 · 
1972 · 
1973 · 
1974 · 
1975 · 
1976 · 
1977 · 
1978 · 
1979 · 
1980 · 
1981 · 
1982 · 
1983 · 
1984 · 
1985 · 
1986 · 
1987 · 
1988 · 
1989 · 
1990 · 
1991 · 
1992 · 
1993 · 
1994 · 
1995 · 
1996 · 
1997 · 
1998 · 
1999 · 
2000 · 
2001 · 
2002 · 
2003 · 
2004 · 
2005 · 
2006 · 
2007 · 
2008 · 
2009 · 
2010 · 
2011 · 
2012 · 
2013 · 
2014 · 
2015 ·
2016 ·
2017 ·
2018 ·
2019 ·
2020 ·
2021
Afghanistan ·
Albanië ·
Algerije ·
Armenië ·
Azerbeidzjan ·
België ·
Bosnië en Herzegovina ·
Brazilië ·
Bulgarije ·
Canada ·
Cyprus ·
DDR ·
Denemarken ·
(West-)Duitsland ·
Egypte ·
Engeland ·
Estland ·
Faeröer ·
Finland ·
Frankrijk ·
Gambia ·
Georgië ·
Griekenland ·
Hongarije ·
Ierland ·
IJsland ·
Israël ·
Italië ·
Japan ·
Joegoslavië ·
Kaapverdië ·
Kameroen ·
Kazachstan ·
Letland ·
Liechtenstein ·
Litouwen ·
Madagaskar ·
Malta ·
Marokko ·
Mexico ·
Moldavië ·
Montenegro ·
Myanmar ·
Nederland ·
Nigeria ·
Noord-Ierland ·
Noord-Macedonië ·
Noorwegen ·
Oekraïne ·
Oostenrijk ·
Polen ·
Portugal ·
Qatar ·
Roemenië ·
Rusland ·
San Marino ·
Saoedi-Arabië ·
Schotland ·
Senegal ·
Servië ·
Servië en Montenegro ·
Slovenië ·
Slowakije ·
Sovjet-Unie ·
Spanje ·
Thailand ·
Togo ·
Tsjechië ·
Tsjecho-Slowakije ·
Turkije ·
Uruguay ·
Verenigde Staten ·
Wales ·
Wit-Rusland ·
Zuid-Korea ·
Zweden ·
Zwitserland